# La Séauve-sur-Semène
La Séauve-sur-Semène là một xã thuộc tỉnh Haute-Loire trong vùng Auvergne-Rhône-Alpes ở nam trung bộ nước Pháp. Khu vực này có độ cao trung bình 700 mét trên mực nước biển. Theo điều tra dân số năm 2006 của INSEE có dân số 1248 người.